# Družicový stupeň raketoplánu

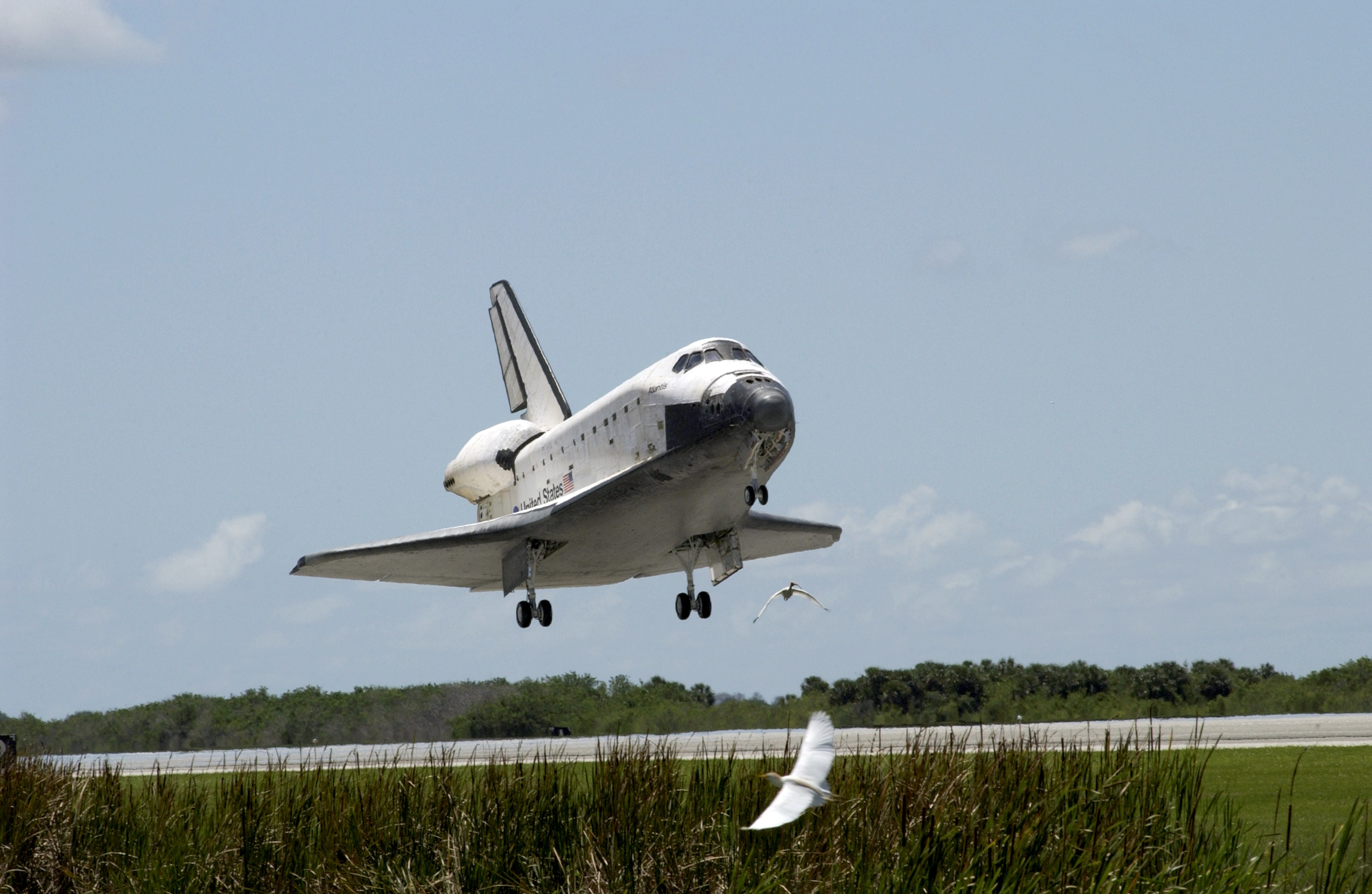
Raketoplán Atlantis právě přistává a tím ukončuje misi STS-110

Družicový stupeň raketoplánu, nazývaný též vlastní raketoplán nebo orbiter je nejsložitější a nejdůležitější část celého raketoplánu. Zároveň je to jediná část raketoplánu, která se dostane do vesmíru a potom přistane. Z hlediska letecké terminologie je to dolnoplošník se samonosným křídlem ve tvaru dvojité delty. Slouží na dopravu nákladu a osob na oběžnou dráhu kolem Země a zpět. Startuje jako klasická raketa, návrat probíhá řízeným klouzavým přistáním.
Celková délka orbiteru je 37,24 m, výška je 17,25 m a rozpětí křídel 23,79 m. Jeho prázdná hmotnost je různá u jednotlivých exemplářů (Columbia byla nejtěžší) a pohybuje se kolem 90 tun. Trup stroje tvoří konstrukce z hliníkových slitin. Pro nejvíc mechanicky namáhané části je použita ocel a titanové slitiny. Skládá se ze tří hlavních konstrukčních částí:
- přední část – dvoupodlažní kabina pro posádku;
- střední část – trup s nákladovým prostorem;
- zadní část – motorový prostor s motory SSME.

## Přední část
Přední část raketoplánu je 8,74 metrů dlouhá. Největší část zabírá kabina pro posádku, dále se zde nachází blok stabilizačních a manévrovacích motorů RCS a přední podvozková šachta. Přední část je vyrobena ze soustavy nýtovaných panelů, příček a žeber. Skládá se ze dvou základních částí – horní a dolní. Horní obsahuje 6 okének s tloušťkou 16 milimetrů vyrobených z taveného křemene. Odolávají teplotám až 480 °C z vnější strany a 426 °C z vnitřní.
V přední části je jako samostatný konstrukční díl vložena kabina pro posádku. Kabina má tvar komolého kužele orientovaného vrcholem dopředu. Její vnitřní objem je 71,5 metrů kubických. Kabina má vlastní systém okének, ze kterých šest odpovídá šesti okénkům v základní konstrukci. I vnitřní okna mají tloušťku 16 mm, jsou vyrobeny z temperovaného hlinito-křemičitého skla a jejich vnější povrch je pokrytý reflexní vrstvou odrážející škodlivé infračervené záření. Kabina pro posádku má navíc dvojici oken směřující nahoru, další dvojici namířenou do nákladového prostoru a jedno okénko ve vstupních dveřích do kabiny. Levé okénko na vrcholu kabiny může být v případě nouze pyrotechnicky odstřeleno a použito jako nouzový východ. Kabina pro posádku je k přední části raketoplánu přichycena jen ve čtyřech bodech, aby se snížil tepelný přenos z vnějšího prostředí. Z důvodů tepelné izolace je kabina pokryta také mylarovou izolací a pozlacenou fólií.
Samotná kabina pro posádku je rozdělena na tři paluby. Horní paluba se nazývá pilotní neboli letová a nachází se zde sedadlo velitele letu (vlevo) a pilota (vpravo). V této kabině jsou soustředěny všechny prvky řízení. Nad okny se například nacházejí palivoměry, vlevo od sedadla velitele jsou systémy podpory života (ventilace, tlak vzduchu, hladina kyslíku a dusíku, teplota vzduchu…), na stěnách a stropu jsou vypínače elektrických obvodů. Každý z pilotů má k dispozici ruční řízení pro rotační a translační manévry, pro ovládaní aerodynamické brzdy a pedálové řízení kormidel. Zařízení na manipulaci s užitečným zatížením je umístěno v zadní stěně pilotní paluby. Odtud je řízen celý raketoplán, vypouštění družic z nákladového prostoru a manipulátor RMS. Za sedadly pilotů jsou demontovatelná křesla pro další členy posádky. Přímo za sedadlem velitele je v podlaze průchod na střední neboli obytnou palubu.
Obytná paluba obsahuje na levé straně bočný průlez pro nástup a výstup posádky s průměrem 1 010 mm a hmotností 60 kg. Dveře průlezu je možno zvenku i zevnitř otevřít mechanicky, v případě nouze pyrotechnicky. Dveře jsou vyklápěny směrem dolů (za předpokladu, že je raketoplán na startovací rampě, je to doleva). Nad průlezem je důležitá část záchranného systému – teleskopická tyč. Vstupní průlez je také vybaven nafukovací skluzavkou podobně jako mají běžná dopravní letadla, aby při případném nouzovém přistání mohla posádka opustit raketoplán. Na pravé straně raketoplánu je menší nouzový průlez. Další průlez vede do nákladového prostoru raketoplánu. Slouží k vstupu do přechodové komory nebo do laboratoře v nákladovém prostoru. Přechodová komora bývá většinou instalovaná externě. Zadní stěna kabiny pro posádku je kvůli zjednodušení údržby ke kabině jen přišroubovaná, není tedy celistvá.

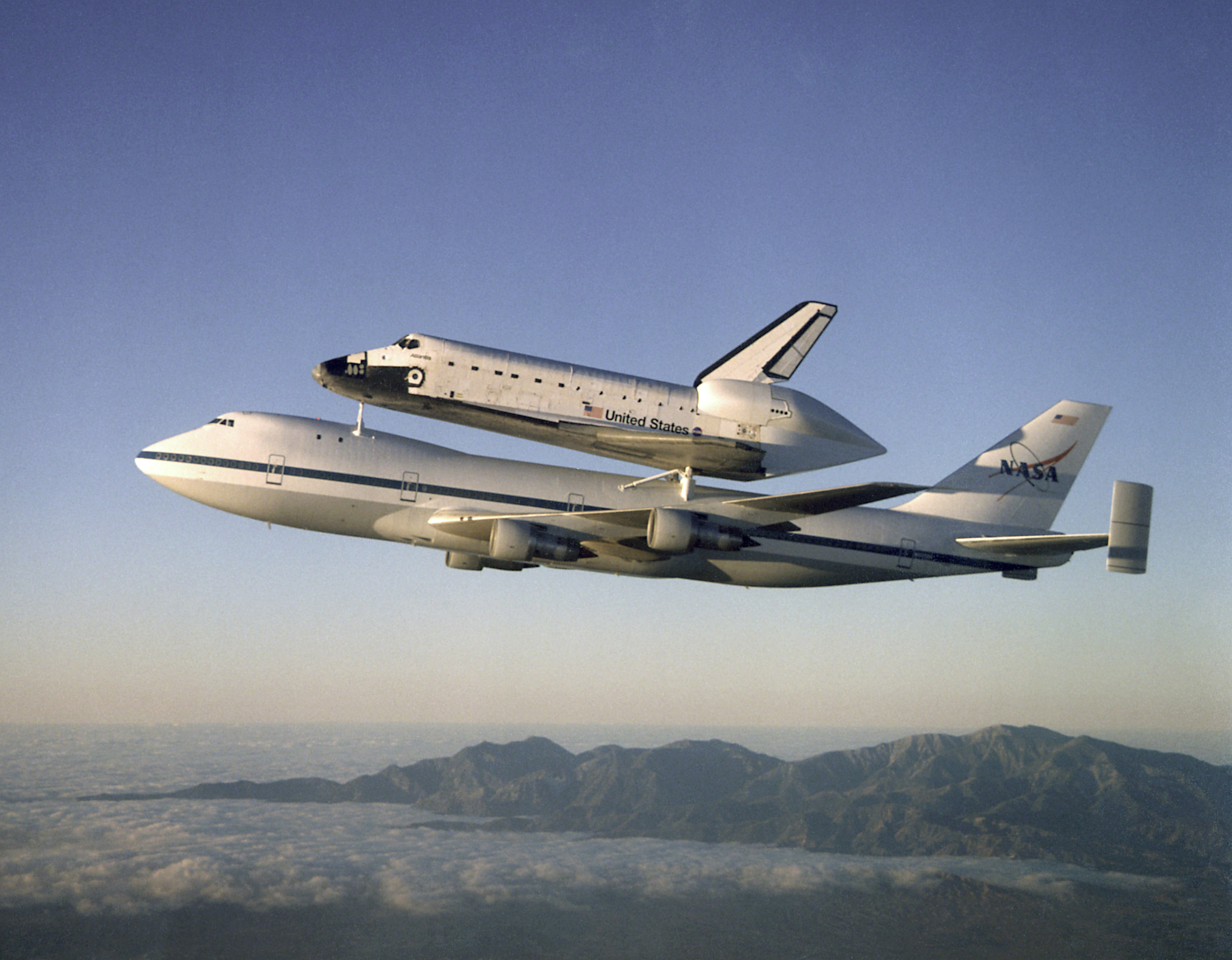
Atlantis přepravovaný na transportním letadle Shuttle Carrier Aircraft

V obytné palubě se nachází čtyři kóje pro odpočinek astronautů. Kromě toho je vybavena sanitárním zařízením, záchodem (systém WCS), umyvadlem a kuchyňkou. Nacházejí se tu také skříňky na uložení potravin, osobních věcí astronautů, manuálů, vědeckého vybavení apod. Za příčkou v přední části obytné paluby je umístěna většina řídící elektroniky včetně pěti palubních počítačů. Řízení systémů raketoplánu zajišťuje pět hlavních palubních počítačů typu IBM AP-101S (původně AP-101) s výkonem více než 1 milion operací za sekundu a s operační pamětí 256K 32bitových slov. Po dobu kritických fází letu jako je vzlet a přistání, jsou čtyři počítače propojeny a navzájem se kontrolují. Pátý, vybavený jednodušším programovým vybavením, slouží jako záloha.
Pod podlahou obytné paluby se nachází spodní, neboli technická paluba. Je tu klimatizační zařízení a systémy podpory života. Do této paluby není běžně přístup, posádka se tam může dostat jen po demontování podlahových panelů v obytné palubě. Systém podpory života, odborně nazývaný ECLSS (Environmental Control and Life Support System) má dvě části: Systém sloužící podpoře a udržování atmosféry a systém tepelné regulace.
Navigační systém využívá zejména tři inerciální plošiny IMU (Inertial Measurement Units), které zásobují palubní počítače informacemi o aktuální orientaci družicového stupně v prostoru a o negravitačních zrychleních (např. způsobených prací motorů). Na jejich nastavování slouží automatické i manuální zaměřovače hvězd. Negravitační zrychlení měří též další souprava čtyř lineárních akcelerometrů. V průběhu setkávacích manévrů se používá na stanovení vzdálenosti družicového stupně od cíle a určení relativní rychlosti palubní radiolokátor. Pro navigaci v závěru přistání slouží přijímač systému TACAN. V posledním době se zkušebně používá navigační systém GPS. Vlastní pilotáž letu zajišťuje prostřednictvím hlavních počítačů autopilot, který může také přebírat příkazy pilotů z ručních ovládacích prvků, umístěných na letové palubě.
Komunikační systém pracuje v pásmech Ku (15,25 až 17,25 GHz) a S (1,7 až 2,4 GHz). Většina spojení s řídícím střediskem je zprostředkovaná přes družice systému TDRSS (Tracking and Data Relay Satellite System), umístěných na geostacionární dráze. V prvních přibližně 4 minutách letu může systém pracující v pásmu S komunikovat s pozemní stanicí na kosmodromu přímo. Pro spojení s Mezinárodní kosmickou stanicí v její blízkosti nebo se členy posádky, pracujícími ve skafandrech v otevřeném prostoru, se používá systém pracující v pásmu UKV (243 až 300 MHz). Tento systém slouží také jako záložní pro spojení s pozemními stanicemi.
Před kabinou pro posádku se nachází blok manévrovacích motorů RCS a podvozková šachta. Tato šachta může pojmout až 610 kg přídavné zátěže, používané u některých misí z důvodu lehčího ovládání stroje.

## Střední část
Trup s nákladovým prostorem o rozměrech 18,3 × 5,2 × 4,0 m je tvořen celkově dvanácti přepážkami z horizontálních a vertikálních dílů, přičemž v místech připojení křídel jsou pro zvýšení bezpečnosti ještě výztuže ve tvaru T. V trupu je umístěn nákladový prostor, uzavíratelný dvoukřídlovými dveřmi, na jejichž vnitřní straně jsou radiátory klimatizačního systému. Tyto radiátory prostřednictvím glykolového okruhu odvádějí zevnitř družicového stupně odpadové teplo. Aby mohly správně fungovat, musí být dveře do nákladového prostoru ve vesmíru otevřené. Přední dva panely se po otevření dveří navíc odklopí od dveří o 35,5 stupně. Dveře jsou vyrobeny z materiálu na bázi uhlíku a epoxidu s jádrem z nomexu. Každá ze dvou částí dveří je k nákladovému prostoru přichycená pomocí 13 závěsů.

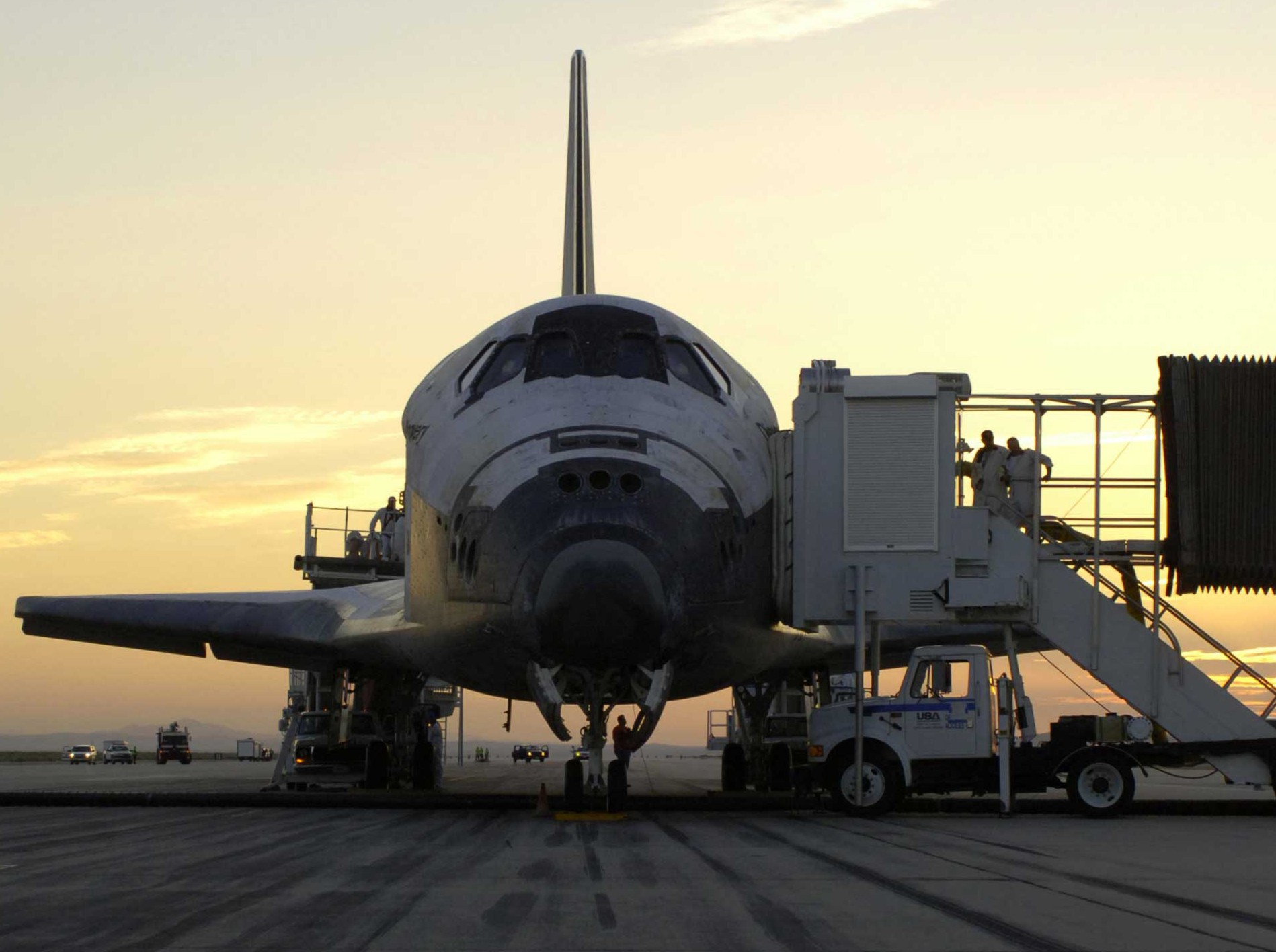
Orbiter Discovery po přistání na Kennedyho vesmírném středisku

V trupu se kromě jiného nachází dálkový manipulátor RMS (Remote Manipulator System), nazývaný též manipulační rameno, tři palivové baterie s výkonem 3 × 7 kW (v maximu 3 × 12 kW) a čtyři nádrže s kyslíkem a čtyři nádrže s vodíkem potřebným pro jejich provoz. Nachází se tu též veškerý užitečný náklad. Může to být jedna či víc družic, sondy, moduly pro vesmírnou stanici (Mir, ISS), zásobovací kontejnery nebo vesmírná laboratoř. Starší typ vesmírné laboratoře je evropský Spacelab, od letu STS-57 až po let STS-107 se používal novější Spacehab. Bývá tu také nainstalovaná přechodová komora sloužící k přechodu do otevřeného vesmíru. Náklad se přichytává v nákladovém prostoru pomocí 124 úchytných šroubů. V podpalubí nákladového prostoru jsou hned za přední částí po levé a pravé straně umístěny baterie PRSD (Power Reactant Storage and Distribution) na kapalný kyslík a vodík, které dodávají raketoplánu elektrickou energii. Do elektrorozvodné sítě raketoplánu je dodávána elektřina o napětí 28 voltů. Nádrže na kapalný vodík a kyslík jsou kulovitého tvaru a jejich počet se mění dle potřeb konkrétní mise. Při procesu výroby elektrického proudu vzniká jako užitečný odpad voda.

## Zadní část
Zadní část orbitru se nazývá motorová sekce. Je 5,48 metru dlouhá, 6,7 metru široká a 6,09 metru vysoká. V této části jsou tři turbočerpadla APU (Auxiliary Power Units) hydraulického systému na ovládaní motorů SSME a aerodynamických řídících ploch. Hydraulický systém APU má výkon 100 kW.
V motorovém prostoru se nacházejí tři kyslíkovodíkové motory SSME (Space Shuttle Main Engines), které jsou dominantou celého raketoplánu. Vyrobila je americká společnost Rocketdyne. Jejich nominální tah ve vakuu je 3 × 2,1 MN. Dodávku pohonných látek do spalovacích komor těchto motorů zajišťují turbočerpadla, přičemž část kapalného vodíku je nejdříve vedena stěnami expanzních trysek, které jsou tak ochlazovány. Díky tomuto způsobu chlazení teplota povrchu spalovací komory nepřekročí hodnotu 567 °C. Palivo je dodávané z externí palivové nádrže ET. Při jednom startu pracují motory nepřetržitě 520 sekund, celková záloha životnosti je nejméně 28 600 s, to je 7 1/2 hodiny provozu do generální prohlídky. Po každém letu raketoplánu jsou motory odstraněny a poslány na kontrolu. Při absolvování povinné údržby může být motor použit až 55krát. Výrobní cena jednoho exempláře SSME přesahuje 40 milionů dolarů.

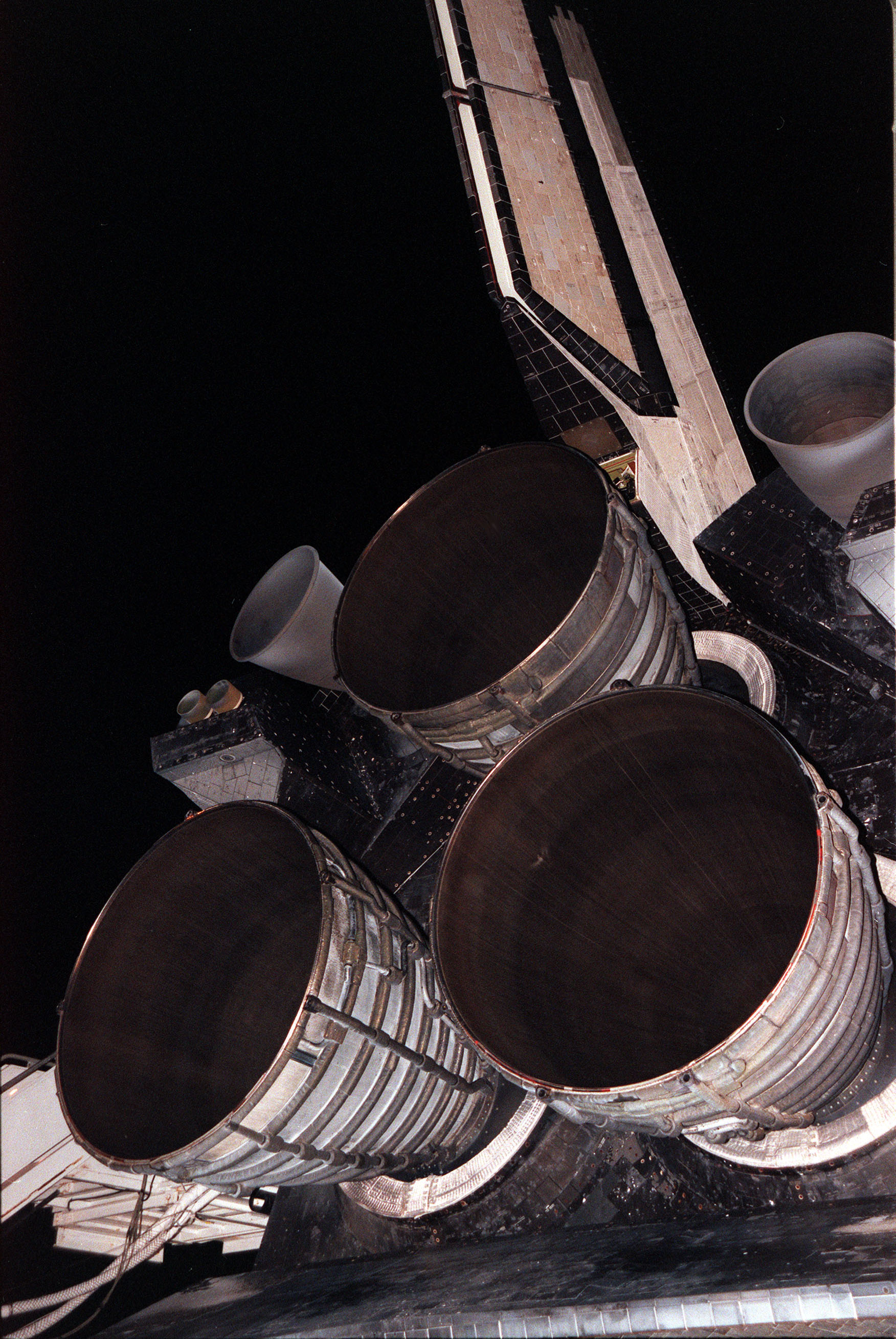
Pohled na obrovské motory raketoplánu SSME

Raketové motory raketoplánu pracují při extrémních rozdílech teploty. Kapalný vodík je skladován při teplotě -253 °C. Při spalování s kapalným kyslíkem ve spalovací komoře dosahuje teplota hodnoty 3 300 °C, tedy teploty vyšší, než je teplota varu železa.
Všechny tři motory jsou uloženy výkyvně a jejich vychylováním hydraulickými ovladači je řízen směr letu raketoplánu po dobu jeho vzletu na oběžnou dráhu. Tyto motory jsou používány jen při startu. Po oddělení hlavní nádrže ET už nejsou připojeny na přívod paliva a na oběžné dráze nemají žádnou funkci.
Pod motorovým prostorem je umístěn trupový elevon. Nad motorovým prostorem po stranách kýlové plochy s kormidly a aerodynamickou brzdou jsou připevněny dva moduly manévrovacích motorů OMS (Orbital Maneuvring System), každý s jedním motorem OME s tahem 26,7 kN. Motory OME se používají na konečné navedení raketoplánu na oběžnou dráhu nebo na začátek přistávacího manévru. Jsou výklopné a každá jednotka OMS má hmotnost 117 kg.
Kromě motorů OME nese blok OMS ještě 12 řídících motorů RCS (Reaction Control System) s tahem 3,87 kN. Jako pohonné látky pro OMS a RCS slouží monometylhydrazin a oxid dusičitý. Palivové nádrže pro OME mají maximální kapacitu 3 345 kg oxidu dusičitého a 2 028 kg okysličovadla, motory RCS a FRCS mají k dispozici nejvýše 659 kg okysličovadla a 416 kg paliva. Další modul RCS, blok FRCS, se 14 motory s tahem 3,87 kN a dvěma motory s tahem 111 N je zabudován vpředu, před prostorem pro posádku. Celkový počet raketových motorů v raketoplánu je 49 a dělí se na 4 různé typy.
Do střední a zadní části raketoplánu je v průběhu startu a přistávání vháněna směs plynů, díky čemuž je z těchto prostorů vytlačována přebytečná vlhkost a případné nebezpečné plyny (například vodík).
V motorové sekci je aerodynamické kormidlo (směrovka). Pohyblivá část směrovky je dvojitá a může se vyklápět doleva či doprava. Při současném vyklápění jedním směrem slouží jako směrové kormidlo. Při vyklopení směrovky do různých směrů raketoplán brzdí. Směrovka, podobně jako ostatní aerodynamické prvky, je používána jen při letu v atmosféře a to většinou při rychlostech v rozsahu 5 až 10 Mach.
Další částí raketoplánu je dvojice křídel. Každé se skládá z podélných a příčných žeber a nosníků. Maximální tloušťka křídla je 1,52 metru. V místě ohybu křídla je podvozková šachta. Ke křídlům jsou připevněny elevony vyklopitelné o 40° nahoru a 25° směrem dolu. Každý elevon se skládá ze tří částí, každá část má tři úchytné body.
Raketoplán má také tříbodový podvozek. Přední podvozek je krytý dvoukřídlovými dveřmi, zadní je krytý jednoduchými dveřmi. Přední podvozek je ovladatelný, nese dvě pneumatiky s průměrem 80 cm. Zadní podvozek má každý dvě dvojice pneumatik s průměrem 110 cm. Tlak uvnitř je 1,8 MPa. Po vyklopení podvozku už není možné podvozek automaticky zatáhnout – jeho zatažení se provádí manuálně až v montážním hangáru.
Kvůli zkrácení dojezdu po přistání je ve spodní části kýlové plochy zabudován brzdící páskový padák.

## Tepelná ochrana
Povrch raketoplánu je pokryt systémem tepelné ochrany TPS (Thermal Protection System), chránícím trup raketoplánu před aerodynamickým ohřevem po dobu sestupu do atmosféry Země. Nejvíc namáhané části, tj. předek trupu a náběžná hrana křídla, jsou chráněny panely z uhlíkového laminátu, pokrytého glazurou ze směsi oxidu hlinitého, oxidu křemičitého a karbidu křemíku jako ochranou proti oxidaci. Odborně se tento typ tepelné ochrany jmenuje RCC (Reinforced Carbon-Carbon – vyztužený uhlík-uhlík). Spodek trupu a křídla jsou pokryty dlaždicemi z vysokoporézního oxidu křemičitého, které jsou vyrobeny z křemenné vaty, s černou glazurou, zajišťující vysoké zpětné vyzařování tepelného záření. Horní část křídla, boky trupu a boky kýlové plochy jsou pokryty podobnými křemennými dlaždicemi, avšak s bílou glazurou, zajišťující vysokou odrazivost tepelného záření. Celkový počet dlaždic je více než 30 tisíc. Jejich tloušťka kolísá podle předpokládaného tepelného zatížení jednotlivých míst trupu od 25 do 125 mm. Dlaždice nejsou lepené přímo na hliníkový trup, ale na pružnou podložku z nomexové plsti (vyrobené z aramidu) a mezi jednotlivými dlaždicemi je ponechána dilatační mezera, zaplněná pružnou ucpávkou z keramické tkaniny. Nejméně tepelně namáhaná vrchní část trupu (dveře nákladového prostoru) je pokryta panely FRSI (Felt Reusable Surface Insulation) z nomexové plsti. Před vyvezením raketoplánu na startovací rampu je celý povrch družicového stupně impregnován vodoodpudivým postřikem.

## Orbitery schopné letu
V Spojených státech bylo vyrobeno celkově 5 orbiterů schopných létat do vesmíru. Životnost každého z nich měla být 50 letů. Podle pořadí výroby to jsou Columbia, Challenger, Discovery, Atlantis a Endeavour. Původně se počítalo s výrobou a používáním jen prvních čtyř družicových stupňů, avšak po havárii raketoplánu Challenger v roku 1986 bylo potřeba postavit za něho náhradu – Endeavour. Po havárii Columbie se však výstavba nového orbiteru neplánuje a program Space Shuttle bude dokončen jen se zbývajícími třemi orbitery.
Před dokončením prvního letuschopného raketoplánu Columbia byl v USA vyroben ještě jeden orbiter: Enterprise. Ten však sloužil jen na atmosférické zkoušky a chyběly mu některé důležité prvky pro vesmírný let: neměl motory, přetlakovou kabinu, systém tepelné ochrany a další. V počátku programu ale byly plány konvertovat jej na plně letuschopný exemplář.

## Nákres orbiteru

### Popis
1. stabilizační motory — reaktivní kontrolní systém 2. podvozková šachta 3. přední podvozek 4. okénka 5. pilotní paluba 6. velitel letu 7. druhý pilot 8. hlavní vstupní průlez 9. přechod na obytnou palubu 10. dveře do nákladového prostoru 11. nákladový prostor 12. rameno na dálkové ovládaní 13. radiátory 14. tři hlavní motory 15. orbitální manévrovací motory 16. stabilizační a manévrovací motory 17. nádrže s palivem a okysličovadlem 18. nádrže s héliem 19. vertikální stabilizátor (směrovka), kormidlo 20. vyklápěcí část směrovky 21. křídlo 22. elevony 23. zadní podvozek 24. přípojka na pozemské zařízení
Tepelná ochrana — speciálně tvarované izolační dlaždice přiléhající na zakřivené plochy:
A.	Zesílená uhlíkovo-uhlíková izolace RCC (teploty nad 1 260 °C)

B.	Keramické dlaždice (648–1 260 °C)

C.	Dlaždice z keramických vláken (370–648 °C)

D.	Plsť (do 370 °C)